# Научная транслитерация кириллицы
Научная транслитерация кириллицы — система передачи букв кириллицы с помощью латинских букв (например, стандарт ISO), применяемая, в основном, в научных изданиях.

## История
До XX века не существовало единой и общепонятной системы передачи кириллицы на латиницу. В каждом случае использовалась своя, исходя из правил орфографии языка, для которого проводится транслитерация. Тем не менее существовали попытки создать единую систему. В 1869 в своей работе Шлейхер одним из первых использовал научную систему передачи кириллицы (так же как и глаголицы) на латиницу. Для недостающих букв он использовал символы чешского и хорватско-словенского алфавитов, а также особые буквы для символов из старославянского языка (юсы, ять и т. д.). Такая система осталась практически без изменений вплоть до наших дней и в конечном итоге стала основой для ISO 9.

## Академическая транслитерация
В 1906 году Императорской академией наук была принята своя система в духе славянского единства и продолжавшая традицию времен Шлейхера. За основу были взяты латинские алфавиты южных и западных (кроме польского) славянских языков. Существовали четыре версии. Первоначальная, 1906 года, и вторая, 1925 года, почти не отличались друг от друга и использовали общие принципы транслитерации.
Однако в 1939 году Отделением литературы и языка АН СССР была принята другая обновлённая версия. Значительное участие в её разработке принял русский лингвист Лев Щерба. Основные изменения коснулись передачи «мягких гласных букв», а также мягкого и твёрдого знака. Вместо двух способов передачи букв я, ю, ё сочетаниями ĭa, ĭu, ĭo (после согласных) и ja, ju, jo (в остальных случаях), Щербой была предложена единообразная передача через ja, ju, jo во всех случаях. «Буква мягкости» ĭ также была заменена на j из-за технической сложности использования редкой для национальных алфавитов буквы. На практике ĭ заменялось на простое i и, как следствие, возникала путаница между словами (soli — соль и соли, в обновленной версии solj — соль, soli — соли). Мягкий и твёрдый знаки, играющие роль разделителей не различались и обозначались апострофом (в ранних версиях ъ пропускался, а ь обозначался лишь перед согласными буквой ĭ). Сохранялась академическая традиция буквы э и е после согласных передавать одной латинской буквой е, а в начале слова, или после гласной, или после мягкого или твёрдого знака — двумя буквами je. Диграф ch в начале слова был заменён на h (как в хорватском и словенском языках) из-за очень разного фонетического значения диграфа в языках Европы. Было уточнено правило передачи буквы и после гласных и знаков ь, ъ.
Почти сразу после принятия третьей версии Международная организация по стандартизации (ISO) предложила свою практически идентичную академической за исключением буквы е, которая всегда передавалась как e (в академической — e и je в зависимости от позиции в слове).
Однако в течение 1950-х годов Институтом языкознания была подготовлена другая система (версия 1951—1957). Фактически были возвращены многие положения из версии 1906—1925 годов. Возвращён диграф ch (с возможностью использования h для фрикативного звука в украинском и белорусском). Реформатский, который участвовал в разработке, критиковал предложение Щербы использовать для мягкости йот и апостроф для твёрдого и мягкого знаков. В итоге было принято решение обозначать мягкость везде апострофом, а твёрдый и мягкий знак перед йотированными снова стали пропускать.
Примерно одновременно с Институтом языкознания Международной организацией по стандартизации (ISO) была предложена своя система. Однако она вызвало критику по целому ряду вопросов: использование редкой буквы ė (встречается только в литовском) для э, вариация для х — h, kh, ch (что нарушало сам смысл стандартизации), непоследовательность передачи йотированных е ё как e ë, с одной стороны, и ю я как ju ja, с другой. Тем не менее она была принята как ISO 9 и с некоторыми обновлениями и дополнениями сохранилась до наших дней. В основу обоих государственных стандартов по транслитерации (советского 1971 года и российского 2000 года) была положена именно ISO 9.
|      | АН 1905(1925) | АН 1939 | АН 1951—57  | ISO/R 9 (1968), ГОСТ 16876—71, СТ СЭВ 1362—78, ООН (1987) | ISO 9:1995, ГОСТ 7.79—2000 |
| ---- | ------------- | ------- | ----------- | --------------------------------------------------------- | -------------------------- |
| А, а | a             | a       | a           | a                                                         | a                          |
| Б, б | b             | b       | b           | b                                                         | b                          |
| В, в | v             | v       | v           | v                                                         | v                          |
| Г, г | g             | g       | g           | g                                                         | g                          |
| Д, д | d             | d       | d           | d                                                         | d                          |
| Е, е | e1, je        | e1, je  | e1, je      | e3, je2                                                   | e                          |
| Ё, ё | ĭo1, jo       | jo, o4  | ’o1, o4, jo | ë                                                         | ë                          |
| Ж, ж | ž             | ž       | ž           | ž                                                         | ž                          |
| З, з | z             | z       | z           | z                                                         | z                          |
| И, и | i, ji5        | i, ji5  | i, ji5      | i                                                         | i                          |
| Й, й | j             | j       | j           | j                                                         | j                          |
| К, к | k             | k       | k           | k                                                         | k                          |
| Л, л | l             | l       | l           | l                                                         | l                          |
| М, м | m             | m       | m           | m                                                         | m                          |
| Н, н | n             | n       | n           | n                                                         | n                          |
| О, о | o             | o       | o           | o                                                         | o                          |
| П, п | p             | p       | p           | p                                                         | p                          |
| Р, р | r             | r       | r           | r                                                         | r                          |
| С, с | s             | s       | s           | s                                                         | s                          |
| Т, т | t             | t       | t           | t                                                         | t                          |
| У, у | u             | u       | u           | u                                                         | u                          |
| Ф, ф | f             | f       | f           | f                                                         | f                          |
| Х, х | ch            | h       | ch          | h3, ch2                                                   | h                          |
| Ц, ц | c             | c       | c           | c                                                         | c                          |
| Ч, ч | č             | č       | č           | č                                                         | č                          |
| Ш, ш | š             | š       | š           | š                                                         | š                          |
| Щ, щ | šč            | šč      | šč          | šč, ŝ23                                                   | ŝ                          |
| Ъ, ъ | —             | ’       | —           | "                                                         | "                          |
| Ы, ы | y             | y       | y           | y                                                         | y                          |
| Ь, ь | ĭ6, —         | j6, ’   | ’6          | ’                                                         | ’                          |
| Э, э | e             | e       | e           | è                                                         | è                          |
| Ю, ю | ĭu1, ju       | ju      | ’u1, ju     | û, ju23                                                   | û                          |
| Я, я | ĭa1, ja       | ja      | ’a1, ja     | â, ja23                                                   | â                          |

Примечания
1: Только после согласных.
2: Допустимые альтернативные варианты.
3: Согласно приказу ГУГК № 231п за 1983 год и следующим ему рекомендациям ООН за 1987 год для е, х, щ, ю, я в географических названиях используются только e, h, šč, ju, ja.
4: После ж, ш, ч, щ
5: После ь
6: Только перед согласными и на конце слов.

## Варианты
Поскольку научная транслитерация активно применяется в работах по лингвистике и для других славянских языков, существуют разные особенности употребления тех или иных букв в зависимости от языка-источника. Буква х помимо ch, h, kh часто обозначается буквой «икс» x.
|   | бел. | укр. | болг. | серб. | макед. |   |
| - | ---- | ---- | ----- | ----- | ------ | - |
| г | h    | h    | g     | g     | g      |   |
| ґ |      | g    |       |       |        |   |
| ђ |      |      |       | đ     |        |   |
| ѓ |      |      |       |       | ǵ      |   |
| є |      | je   |       |       |        |   |
| ѕ |      |      |       |       | ǳ      |   |
| і | i    | i    |       |       |        |   |
| и |      | y    | i     | i     | i      |   |
| ї |      | ji   |       |       |        |   |
| ј |      |      |       | j     | j      | j |
| љ |      |      |       | ǉ     | ǉ      |   |
| њ |      |      |       | ǌ     | ǌ      |   |
| ћ |      |      |       | ć     |        |   |
| ќ |      |      |       |       | ḱ      |   |
| ў | ŭ    |      |       |       |        |   |
| џ |      |      |       | ǆ     | ǆ      |   |
| щ |      | šč   | št    |       |        |   |
| ъ |      |      | ă     |       |        |   |

| ст.‑слав. | лат. |
| --------- | ---- |
| ꙃ         | ʒ    |
| ꙉ         | ǵ    |
| ѳ         | th   |
| щ         | št   |
| ъ         | ŭ/ъ  |
| ь         | ĭ/ь  |
| ѣ         | ě    |
| ꙗ         | ja   |
| ѥ         | je   |
| ѧ         | ę    |
| ѫ         | ǫ    |
| ѩ         | ję   |
| ѭ         | jǫ   |
| ѯ         | ks   |
| ѱ         | ps   |
| ѵ         | ü    |

Поскольку старославянская орфография была фонетической, а старославянский является наиболее близким к праславянскому, то схожая система применяется для транскрипции реконструируемых форм праславянского языка. Помимо вышеуказанных букв латиницы применяются также дополнительные символы для звуков: ā ē ī ō ū — для долгих гласных, ă ĕ ĭ ŏ ǔ — для кратких, l̥ m̥ n̥ r̥ — для слоговых согласных, d’ t’ l’ n’ r’ — для палатальных и т. д. (смотрите подробнее статью Праславянский язык.)